# Han Peng (football, 1989)
Dans ce nom chinois, le nom de famille, Wang, précède le nom personnel.
Pour les articles homonymes, voir Han Peng.
Han Peng, née le 20 décembre 1989 à Tianjin, est une footballeuse internationale chinoise évoluant au Guangdong Huijun.

## Biographie

### En club
Han Peng évolue avec le club de Guangdong Huijun.

### En équipe nationale
Elle reçoit sa première sélection en équipe de Chine le 15 février 2012, lors d'un match amical face au Mexique.
Elle dispute la Coupe du monde 2015, ainsi que la Coupe d'Asie 2018. 
Elle figure ensuite parmi la liste des 23 joueuses retenues au sein de l'équipe de Chine, afin de participer à la Coupe du monde 2019 organisée en France.

## Palmarès

### International
Équipe de Chine
- Troisième de la Coupe d'Asie 2018